# Matija
Matija je hrvatski oblik imena Matajos, uzeto iz Novog zavjeta. U stvari, to ime potječe od hebrejskog imena Matatjuh ili Matitjah. Na hebrejskom, Matija znači "Božji dar".
Od imena Matija je nastalo hrvatsko prezime Matić.
Mnogi narodi u sklopu svojih nacionalnih osobnih imena imaju dvije ili više inačica imena Matija. 

## Poznate osobe
- Matija Gubec - vođa seljačke bune
- Matija Korvin ili Matija Hunjadi - hrvatsko-ugarski kralj
- Matij Ivanić - vođa hrvatske pobune protiv Mletaka

## Razne verzije imena Matija
- Maciej, Maciek (poljski jezik)
- Madis (estonski jezik)
- Mads, Madz, Madts (danski jezik)
- Maitias (škotski galski jezik)
- Maitiú (irski jezik)
- Makaio, Mataio (havajski jezik)
- Matas, Motiejus (litvanski jezik)
- Máté, Mátyás (mađarski jezik)
- Matei (rumunjski jezik)
- Matej, Mate (hrvatski jezik, slovački jezik i slovenski jezik)
- Matěj, Matouš (češki jezik)
- Mateo (španjolski jezik i esperanto)
- Mateu (katalonski jezik)
- Mateus (portugalski jezik)
- Mateusz (poljski jezik)
- Matevž, Matjaž (slovenski jezik)
- Mathai, Mathew (malajski jezik)
- Mathias, Matthias (njemački jezik, danski jezik i nizozemski jezik)
- Mathieu, Matthieu (francuski jezik)
- Mathijs, Matthijs, Mattijs, Mattheus (nizozemski jezik)
- Mathios (jermenski jezik)
- Mati (estonski jezik)
- Matias, Matti (finski jezik)
- Matius (malezijski jezik)
- Mats (švedski jezik)
- Matt, Matty, Mattie (engleski jezik)
- Matta, Mətta (azeri)
- Mattæus (danski jezik)
- Mattai, Mattithyahu (hebrejski jezik)
- Mattäus (švedski jezik, njemački jezik)
- Matteo, Mattia (talijanski jezik)
- Matteus (norveški jezik, švedski jezik, finski jezik)
- Matthæus (latinski jezik)
- Matthaios, Maththaios (grčki jezik)
- Matthäus (njemački jezik)
- Mattheo (ime rasprostranjeno po cijelom svijetu)
- Matthías (islandski jezik)
- Matthias, Mathias (grčki jezik, njemački jezik)
- Mattias, Matthias (danski jezik, švedski jezik, njemački jezik, estonski jezik)
- Mattis (švedski jezik)
- Matúš (slovački jezik)
- Matveй, Matfeй, Motя (ruski jezik)
- Matija, Mateja (srpski jezik)
- Maceй (bjeloruski jezik)
- Mateй (bugarski jezik)
- Matvій, Mateй (ukrajinski jezik)
- Mathew, Mat (velški jezik)